# Freccia del Brabante 1996
La Freccia del Brabante 1996, trentaseiesima edizione della corsa, si svolse il 31 marzo su un percorso con partenza e arrivo ad Alsemberg. Fu vinta dal belga Johan Museeuw della squadra Mapei-GB davanti al connazionale Edwig Van Hooydonck e all'italiano Gianluca Pianegonda.

## Ordine d'arrivo (Top 10)
| Pos. | Corridore           | Squadra                     | Tempo    |
| ---- | ------------------- | --------------------------- | -------- |
| 1    | Johan Museeuw       | Mapei-GB                    | 4h20'05" |
| 2    | Edwig Van Hooydonck | Rabobank                    | s.t.     |
| 3    | Gianluca Pianegonda | Team Polti                  | a 4"     |
| 4    | Maarten den Bakker  | TVM-Farm Frites             | a 7"     |
| 5    | Andrei Tchmil       | Lotto-Isoglass              | a 8"     |
| 6    | Axel Merckx         | Motorola                    | a 12"    |
| 7    | Erwin Thijs         | Vlaanderen 2002-Eddy Merckx | a 18"    |
| 8    | Fabio Roscioli      | Refin-Mobilvetta            | a 24"    |
| 9    | Rolf Sörensen       | Rabobank                    | a 37"    |
| 10   | Michael Boogerd     | Rabobank                    | a 1'26"  |